# Чигирлень
Чигирлень (рум. Cigîrleni) — село в Яловенському районі Молдови. Утворює окрему комуну.